# Иванов, Артём Анатольевич
Артём Анатольевич Иванов (род. 5 апреля 1988) — украинский шашист. Международный гроссмейстер по русским шашкам (2008) и по международным шашкам (2015). Мастер спорта Украины (2005), мастер спорта Украины международного класса (гроссмейстер) (2014). Чемпион Европы среди мужчин по международным шашкам в быстрой игре (2014). Чемпион Украины по международным шашкам (2009—2015).
На чемпионате мира 2015 года занял четвёртое место.
В феврале 2022 года наряду с другими украинскими спортсменами-шашечниками подписал открытое письмо к FMJD с призывами:
- Официально осудить российскую агрессию и призвать руководство России к немедленной остановке нападения.
- Запретить всем россиянам принимать участие в управлении деятельностью FMJD.
- Запретить всем российским шашистам принимать участие в турнирах FMJD и запретить все турниры на территории России.[1]

## Международные шашки

### Чемпионат мира
- 2013 (11 место)[2]
- 2015 (4 место)[3]
- 2017 (12 место)
- 2021 (7 место)
- 2023 (6 место)[4]

### Чемпионат Европы
- 2008 (18 место)[5]
- 2010 (14 место)[6]
- 2012 (12 место)[7]
- 2014 (14 место)[8]
- 2016 (12 место)[9]
- 2022 (15 место)[10]
- 2024 (8 место)[11]